# USS Bainbridge (1842)
USS Bainbridge – amerykański bryg z okresu wojny secesyjnej, który wszedł do służby w US Navy w 1842 roku. Była to pierwsza jednostka w historii US Navy nosząca imię Williama Bainbridga.

## Historia
Wodowanie okrętu nastąpiło 26 kwietnia 1842 roku w stoczni Boston Navy Yard, wejście do służby 16 grudnia 1842 roku. 
Po wejściu do służby, do maja 1844 roku, „Bainbridge” patrolował wybrzeże Atlantyku, głównie w celu zapewnienia bezpieczeństwa lokalnej żegludze. Następnym przydziałem okrętu, trwającym do października 1847 roku, była eskadra brazylijska, której zadaniem było zabezpieczenie bezpiecznej żeglugi na południowym Atlantyku. Następnie, od wiosny 1848 roku, przez ponad dwa lata operował w ramach eskadry afrykańskiej. Do września 1856 roku zabezpieczał żeglugę w ramach brazylijskiej, jak i afrykańskiej eskadry.
W styczniu 1859 roku wraz z innymi okrętami US Navy przybył do Asunción, jako demonstracja siły wobec Paragwaju, po ostrzelaniu w 1855 roku USS „Water Witch”. Podczas wojny secesyjnej miał wziąć udział w blokadzie morskiej południowych stanów. W drodze na swoją zaplanowaną pozycję, 21 sierpnia 1863 roku przewrócił się i zatonął u wybrzeży przylądka Hatteras. Z załogi uratowała się tylko jedna osoba.